# Het masker van de angst
Het masker van de angst (Frans: Le Masque de la terreur) is het 54e album uit de serie Rik Ringers. Het kwam uit in 1994.
In dit verhaal duikt de figuur Freddy Krueger uit de Amerikaanse serie A Nightmare on Elm Street op als "Jimmy". Het verhaal speelt zich af in Parijs.

## Verhaal
Nadine kijkt samen haar vriend Rik Ringers in de bioscoop naar de nieuwe horrorfilm uit de Jimmy-serie van Rudolph Kino, over een moordende man met een volledig verbrand gezicht, een hoed en een groot mes in zijn hand. Tegelijk dringt elders in de stad dringt iemand die er precies zo uitziet als "Jimmy" het huis van een politie-inspecteur binnen, die daarop sterft aan een hartaanval; er wordt aangenomen dat hij van schrik de hartaanval heeft gekregen. In de weken hierna sterven er nog meer politiemensen, steeds net nadat ze "Jimmy" zijn tegengekomen. De als "Jimmy" vermomde moordenaar laat op de plaats delict steeds een "Jimmy"-masker achter.
Rik Ringers besluit de zaak nader te onderzoeken. Hij krijgt hulp van de forensische arts Karen Andersen en haar assistent Mallien. Andersen stelt vast dat de meeste slachtoffers niet zijn gestorven van angst, maar doordat ze een dodelijke injectie hebben gekregen. Eerst wordt de acteur die in de films van Kino de rol van Jimmy speelt verdacht, maar hij heeft een alibi. Wanda, een collega van Ringers, krijgt inmiddels veel publieke aandacht als ze op tv beweert dat zij bezig is de zaak te ontrafelen. De seriemoordenaar komt Wanda echter op het spoor en vermoordt haar in haar auto. Inmiddels is het een aantal nabestaanden van de slachtoffers die zijn verhoord opgevallen dat de geur van het lotion dat Mallien gebruikt precies overeenkomt met wat zij zelf hebben geroken op de plaats van de moord. Maar dit kan best toeval zijn omdat het een veelgebruikt parfum is. Op een avond wordt Elisa als ze alleen thuis is ook door Jimmy aangevallen, net als Rik samen met Karen thuiskomt. Rik raakt in een gevecht met "Jimmy", die echter weet te ontvluchten. Ze ruiken weer de geur die aan Mallien doet denken.
Op een nacht wordt ook Elisa vermoord, ook bij haar lichaam wordt weer een masker van Jimmy gevonden. Die avond wordt Karen Andersen op haar kantoor met de dood bedreigd door Mallien, die het masker van Jimmy bij zich blijkt te hebben. Ze geven elkaar de schuld van iets onduidelijks. Op het moment dat Mallien Karen wil doodsteken, komen Rik Ringers en commissaris Baardemakers binnen. Rik Ringers heeft de hele zaak opgelost; Elisa Andersen was in werkelijkheid een psychopate die zo veel mogelijk politiemensen wilde ombrengen. Ze kreeg daarbij hulp van Mallien, die verliefd op haar was en alles voor haar over had. Daarom verkleedden ze zich om beurten als "Jimmy" en gingen vervolgens te werk. De aanval op Elisa was door Mallien in scène gezet als afleidingsmanoeuvre, in werkelijkheid was het de bedoeling om Rik te doden. Om verdere moorden te voorkomen en tevens haar familie de publieke schande te besparen heeft Karen Andersen haar eigen zus gedood, daarbij de schijn ophoudend dat "Jimmy" ook achter deze moord zat. De waarheid zou dus door toedoen van Andersen nooit aan het licht zijn gekomen.